# Machaerium ovalifolium
Machaerium ovalifolium är en ärtväxtart som beskrevs av Velva Elaine Rudd. Machaerium ovalifolium ingår i släktet Machaerium och familjen ärtväxter. Inga underarter finns listade i Catalogue of Life.